# Albaredo d'Adige
Albaredo d'Adige is een gemeente in de Italiaanse provincie Verona (regio Veneto) en telt 5138 inwoners (31-12-2004). De oppervlakte bedraagt 28,2 km², de bevolkingsdichtheid is 182 inwoners per km².
De volgende frazioni maken deel uit van de gemeente: Coriano, Michellorie e Presina.

## Demografie
Albaredo d'Adige telt ongeveer 1870 huishoudens. Het aantal inwoners steeg in de periode 1991-2001 met 1,6% volgens cijfers uit de tienjaarlijkse volkstellingen van ISTAT.
| Jaar | Inwoneraantal |
| ---- | ------------- |
| 1991 | 4952          |
| 2001 | 5032          |

## Geografie
De gemeente ligt op ongeveer 24 m boven zeeniveau.
Albaredo d'Adige grenst aan de volgende gemeenten: Belfiore, Bonavigo, Ronco all'Adige, Roverchiara, Veronella.

## Externe link

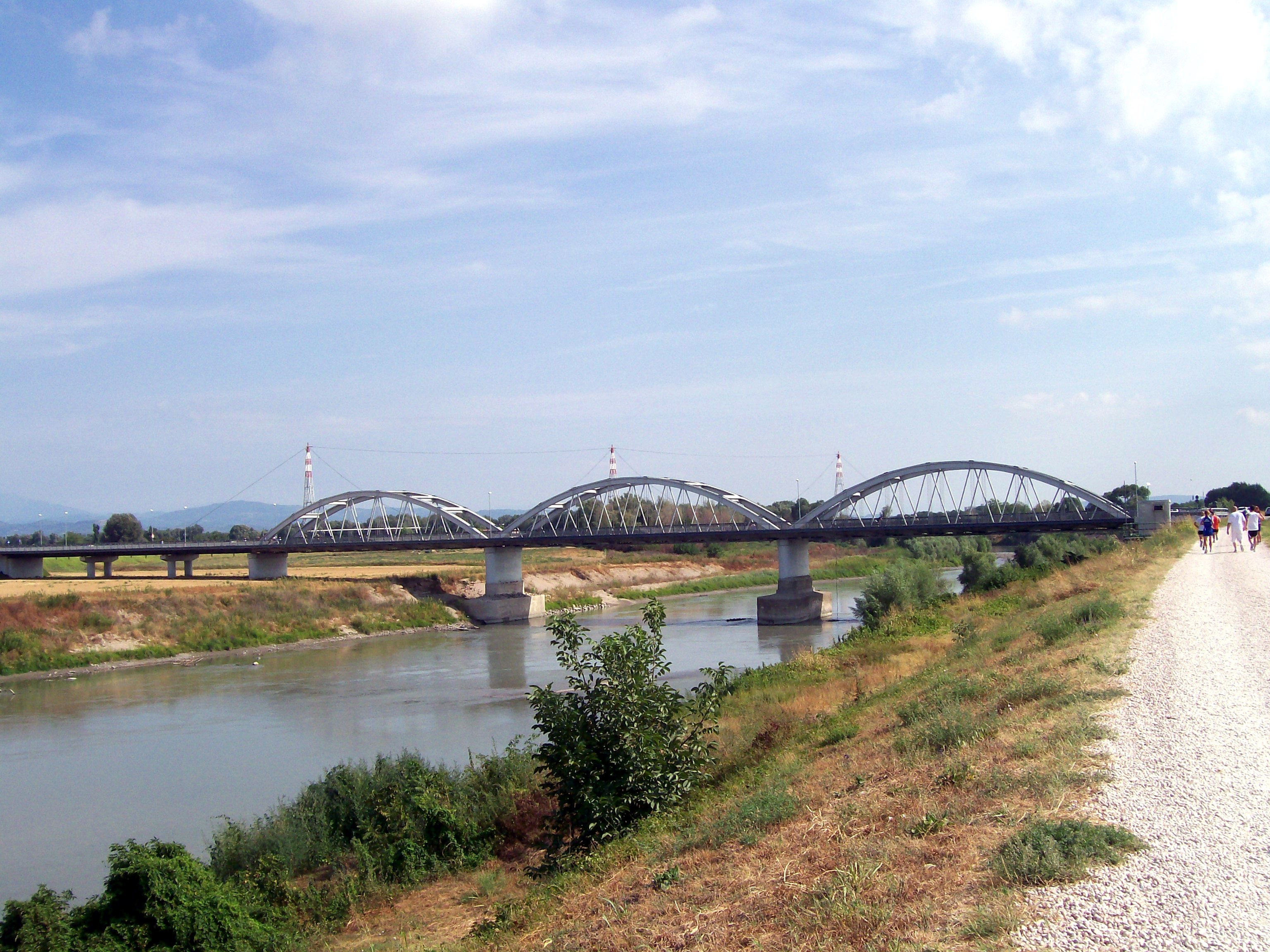
Brug over de Adige bij Albaredo